# Агромиза злаковая
Агромиза злаковая (лат. Agromyza albipennis) — вид двукрылых из семейства минирующих мух.

## Описание
Чёрно окрашенные мухи. Длина крыла у самцов 2,1-2,9 мм, самок — 2,5-3,5 мм. Высота глаза в 3,6-5,6 раз больше высоты щёк. Имеется четыре (редко пять) фронто-орбитальные щетинки. Третий членик усика бархатистый, удлинённый, со слегка заострённым вершинным углом. Глазковый треугольник достигает уровня верхних орбитальных щетинок, его стороны вогнутые. Костальная жилка доходит до жилки M1+2. Брюшко со слабым зеленоватым блеском. Эпандрий без глубокой выемки, как указано выше. Сурстиль относительно небольшой и лопастной (рис. 143). Вершинная часть эдеагуса (дистифаллус) параллельносторонний, его вершинная половина слегка наклонена дорсально.

## Биология
Развивается на растениях семейства злаков. Личинки живут одиночно и формируют вначале узкую мину, которую позже расширяют. Окукливание происходит вне мины. В течение года развивается несколько поколений.

## Распространение
Широко распространен в Голарктике.